# Garantiegesetz
Das Garantiegesetz (auch: Gesetz der Garantien, italienisch Legge delle guarentigie) ist eine historische Rechtsquelle Italiens. In ihr ist das Territorium der Vatikanstadt geregelt.

## Bezeichnung
Die volle Bezeichnung des Garantiegesetzes lautet Gesetz über die Vorrechte des Papstes und des Heiligen Stuhls und über die Beziehungen zwischen dem Staat und der Kirche (italienisch Legge sulle prerogative del Sommo Pontefice e della Santa Sede, e sulle relazioni dello Stato con la Chiesa).

## Inkrafttreten und Inhalte
|  | Dieser Artikel oder Abschnitt wurde wegen inhaltlicher Mängel auf der Qualitätssicherungsseite der Redaktion Geschichte eingetragen (dort auch Hinweise zur Abarbeitung dieses Wartungsbausteins). Dies geschieht, um die Qualität der Artikel im Themengebiet Geschichte auf ein akzeptables Niveau zu bringen. Dabei werden Artikel gelöscht, die nicht signifikant verbessert werden können. Bitte hilf mit, die Mängel dieses Artikels zu beseitigen, und beteilige dich bitte an der Diskussion! |

Das Gesetz trat am 15. Mai 1871 in Kraft und regelte die Rechte des Papstes und das Verhältnis des Vatikans zum italienischen Königreich nach der politischen Entmachtung des damaligen Papstes Pius IX. (Sl.). Es garantierte dem Papst die Unverletzlichkeit seiner Person, des Vatikan- und des Lateran-Palastes sowie von Castel Gandolfo. Pius IX. lehnte im Mai 1871 die ihm vom italienischen König Viktor Emanuel II. angebotenen begrenzten Souveränitätsrechte ab. Pius und seine Nachfolger waren in ihrem Aktionsradius auf die unmittelbare, von Festungsanlagen umgebene Vatikanstadt begrenzt.
Im Handbuch des Völkerrechts stellte Friedrich Heinrich Geffcken 1885 fest, dass „die Politik der italienischen Regierung nicht nur den Papst und die klerikalen Parteien erbittert, sondern auch auf unbefangener Seite Zweifel erweckt“, ob das Garantiegesetz die richtige Lösung der Römischen Frage ist. Die Vossische Zeitung beklagte 1915 nach dem Eintritt Italiens in den Ersten Weltkrieg: „Die Verstöße gegen das Garantiegesetz sind so zahlreich, dass heute von Freiheit, von Souveränität, von voller Unabhängigkeit des Oberhauptes der katholischen Kirche von jeder staatlichen Gewalt schlechthin keine Rede sein kann. [...] Das italienische Garantiegesetz ist nicht mehr wert als der Fetzen Papier, worauf es gedruckt ist“. Das Garantiegesetz wurde 1915 auch von Karl Hilgenreiner in seiner Schrift Die römische Frage nach dem Weltkriege infrage gestellt.
Die Römische Frage blieb ein ständiges ungeklärtes Konfliktthema zwischen Papst und Italien und konnte erst mit dem faschistischen Italien unter Mussolini ausgehandelt werden. Das Gesetz der Garantien wurde durch Art. 26 (III) des Vertrags zwischen dem Heiligen Stuhl und dem Königreich Italien vom 11. Februar 1929 (Lateranverträge) aufgehoben.

## Hintergrund
Nach dem Abzug der französischen Schutztruppen aufgrund des Beginns des Krieges gegen Preußen war italienisches Militär am 20. September 1870 fast kampflos in den damals noch übrig gebliebenen Kirchenstaat (Latium mit seiner Hauptstadt Rom) einmarschiert. Im Zuge der italienischen Unabhängigkeitsbewegung (vgl. Risorgimento) wurde der Kirchenstaat aufgelöst, um den 1861 gegründeten italienischen Nationalstaat mit Rom als Hauptstadt zu vollenden.